# Зундаги
Зундаги (груз. ზუნდაგი) — село в Кедском муниципалитете Грузии.

## География
Село находится на южном склоне Месхетского хребта, на правом берегу реки Аджарисцкали, на расстоянии в 16 километрах от посёлка городского типа Кеда, административного центра муниципалитета. Абсолютная высота — 467 метров над уровнем моря.

## Население
По данным переписи населения 2014 года в селе проживает 299 человек (141 мужчина и 158 женщин). По национальной структуре грузины составили 100% населения села.
| Год  | Численность |
| ---- | ----------- |
| 2002 | 345         |
| 2014 | ↘299        |